# Ignatz von Landsberg-Velen und Steinfurt

Reichsfreiherr Ignatz von Landsberg-Velen und Steinfurt (1830–1915), Fotografie von Carl Wigand, Berlin, um 1874

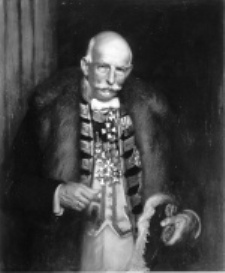
Ignatz von Landsberg-Velen und Steinfurt

Reichsfreiherr Ignatz (Ignatius) Franz Karl Engelbert Maria von Landsberg-Velen und Steinfurt (* 9. Februar 1830 in Münster; † 27. Oktober 1915 in Drensteinfurt, Westfalen) aus dem Adelsgeschlecht der Herren von Landsberg war ein westfälischer und preußischer Politiker.

## Leben
Getauft wurde er am 13. Februar 1830 in der Kirche St. Lamberti zu Münster als Sohn des Engelbert Freiherr von Landsberg-Velen und Steinfurt (1796–1878) und der Hermine von Hatzfeldt-Trachenberg (1809–1889). Sein Onkel war der 1840 in den preußischen Grafenstand erhobene Ignaz Reichsfreiherr von Landsberg-Velen und Gemen.
Landsberg-Velen war promovierter Jurist und Rittergutsbesitzer. Er hatte in Bonn studiert und war dort 1849 Mitglied des Corps Borussia geworden. Seine politische Laufbahn begann er in den Jahren von 1857 bis 1875 als Landrat von Lüdinghausen, wurde aber im Kulturkampf von 1875 entlassen und „zur Disposition“ gestellt. Erst auf der Sitzung des preußischen Staatsministeriums am 23. Mai 1888 wurde entschieden: „Der 1875 abberufene Landsberg soll Landrat von Münster werden, da er zu den gemäßigteren Mitgliedern des Zentrums im Reichstag gehört.“
So war Landsberg-Velen von 1888 bis 1896 Landrat von Münster, dabei Mitglied im Volkswirtschaftsrat. Er galt als militär- und regierungsfreundlich. Von 1899 bis 1913 war er Vorsitzender der Landwirtschaftskammer Westfalen, von 1887 bis 1915 Vorsitzender des Provinzialausschusses Westfalen und von 1904 bis 1915 Vorsitzender des Provinziallandtages Westfalen. In dieser Funktion war er außerdem Mitglied und zeitweilig stellvertretender Vorsitzender des Landesökonomiekollegiums, Mitglied des Landeseisenbahnrats und Bezirkseisenbahnrats Hannover sowie Mitglied des Gesamtwasserstraßenbeirats. Außerdem war er seit 1878 Präsident des Westfälischen Reitervereins.
Von 1866 bis zu seinem Tod im Jahr 1915 nahm er seinen Sitz als erbliches Mitglied im Preußischen Herrenhaus wahr, im Jahr 1908 als dessen 2. Vizepräsident. Von 1871 bis 1890 war er als Mitglied der Zentrumspartei auch Abgeordneter im Reichstag als Abgeordneter des Wahlkreises Regierungsbezirk Münster 4 (Lüdinghausen – Beckum – Warendorf). Er war ein führendes Mitglied in verschiedenen Gremien der Partei. Landsberg wurde aber 1890 nicht mehr als Kandidat für den Reichstag aufgestellt, weil er mehrfach gegen die Fraktionsdisziplin verstoßen hatte. Gleichwohl kandidierte er als nicht offizieller Kandidat des Zentrums 1898 im Wahlkreis Münster 4 noch einmal vergeblich gegen den offiziellen Zentrumskandidaten Heinrich Wattendorff, er erhielt jedoch nur 12,4 % der Stimmen. Ein weiterer Versuch, gegen den offiziellen Kandidaten des Zentrums zu kandidieren, scheiterte 1903 erneut, Landsberg-Velen erhielt bei dieser Reichstagswahl lediglich 44 Stimmen.
Im Jahr 1865 wurde Landsberg-Velen zum Kammerherrn ernannt und 1904 zum Wirklichen Geheimen Rat mit der Anrede „Exzellenz“. Außerdem war er Ehrenbailly des Malteserordens.

## Familie und Nachkommen
Landsberg-Velen heiratete am 16. April 1863 in Düsseldorf Bertha Prinzessin von Croÿ (* 12. Mai 1833 in Dülmen; † 7. Februar 1906 in Drensteinfurt), die Tochter des Alfred von Croÿ (1789–1861) und der Eleonore von Salm-Salm (1794–1871).
Ignatz und Bertha hatten sechs Kinder:
- Helene (* 14. Januar 1864; † 29. Januar 1886) ⚭ Hermann Graf Strachwitz von Groß-Zauche und Camminetz (1846–1919), nach dem Tod seiner Frau heiratete er erneut seine Schwägerin.
- Marie (* 13. Februar 1865; † 19. März 1937) ⚭ Hans Graf Praschma (1867–1935)
- Emma (* 7. Februar 1868; † 5. März 1940) ⚭ Hermann Graf Strachwitz von Groß-Zauche und Camminetz (1846–1919)
- Alfred (* 20. Dezember 1872; † 10. November 1954) ⚭ Johanna Freiin von Ketteler (1881–1954)
- Emanuel (* 5. März 1876; † 13. Dezember 1963) ⚭ Maria Freiin von Fürstenberg (1884–1948)
- Antonia (* 13. Juni 1877; † 29. September 1964) ⚭ Friedrich Theodor Graf zu Stolberg-Stolberg (1877–1954)[6]